# ゴースト・ライダーズ・イン・ザ・スカイ (探査機)
ゴースト・ライダーズ・イン・ザ・スカイ（Ghost Riders in the Sky）はアメリカの航空宇宙企業ファイアフライ・エアロスペースの月ミッション。名称は同名の曲にちなみ、Blue Ghost Mission 1とも呼ばれている。同社初の月面着陸ミッションで、月の危難の海西部にあるラトレイユ山という場所へ着陸する。ゴースト・ライダーズ・イン・ザ・スカイにはファイアフライ・エアロスペースの月着陸機ブルーゴーストが使用される。ゴースト・ライダーズ・イン・ザ・スカイは商業月面輸送サービス (CLPS) のミッションの一つで、NASAが同プログラムを通してファイアフライ社へ委託した10の機器が搭載されている。ゴースト・ライダーズ・イン・ザ・スカイはispaceのHAKUTO-R ミッション2と同じファルコン9ロケットで打ち上げられるが、二つの民間企業の月着陸機が同じロケットで打ち上げられるのは初めてのこととなる。

## 科学的な目的

EDSが電場を使ってダストを動かす様子

ゴースト・ライダーズ・イン・ザ・スカイはNASAの科学ペイロード10件を月面まで輸送する。これらが取得したデータにより、レゴリスの挙動や月の内部構成などの科学的テーマでの成果が期待されている。ゴースト・ライダーズ・イン・ザ・スカイに搭載されたNASAの観測機器LMSとLISTERは月の温度構造や温度進化を探る。LEXIは地球磁気圏の観測を行う。

### レゴリスの粘着性
RAC、EDSとLPVは月面のダストが様々な素材に粘着する様子を調べ、電磁気力によるダスト蓄積の軽減または防止の有用性を試験する。

## 搭載ペイロード

### NASAのCLPSプログラムの機器

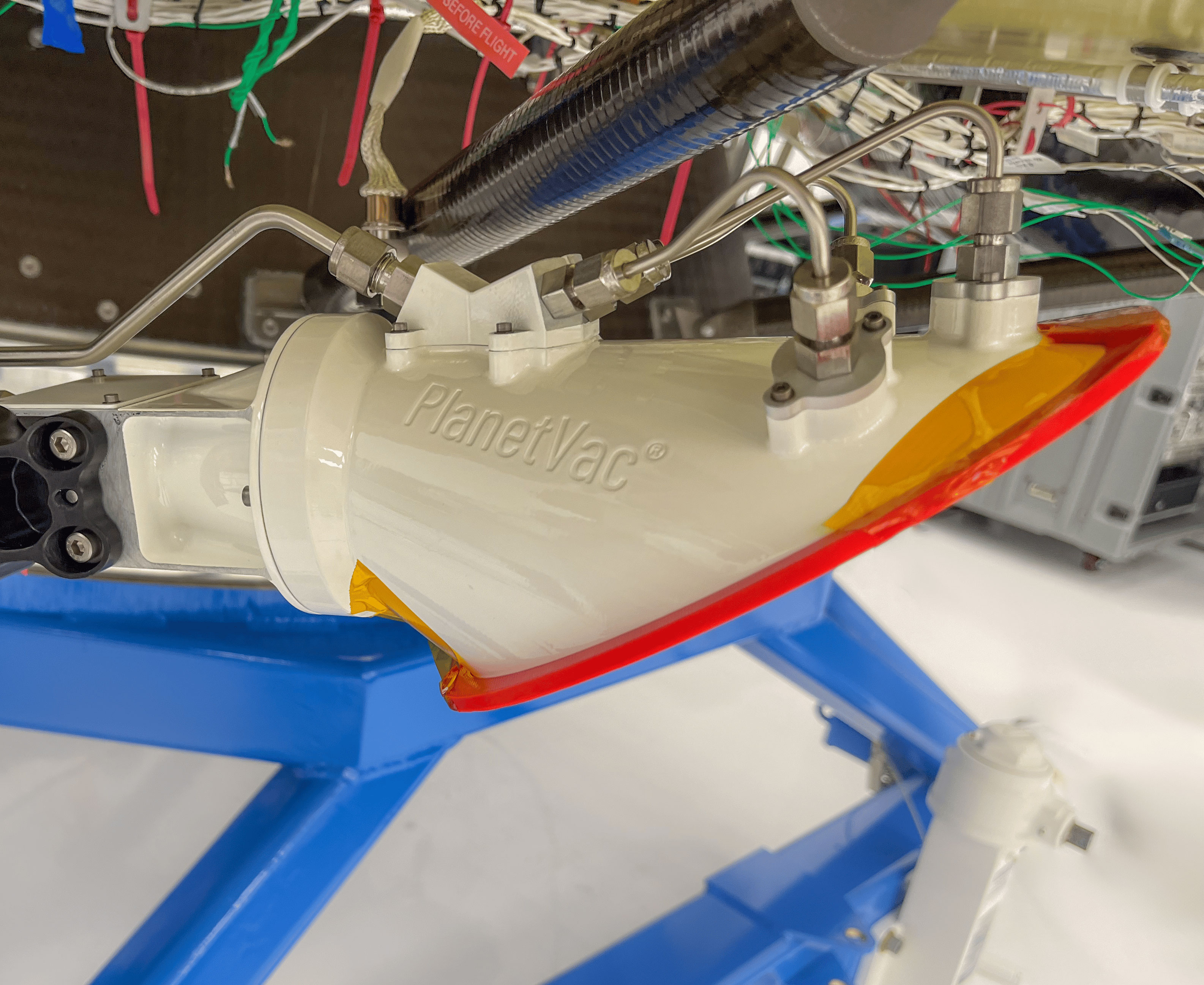
ハニービー・ロボティクスが開発したルナーPlanetVac

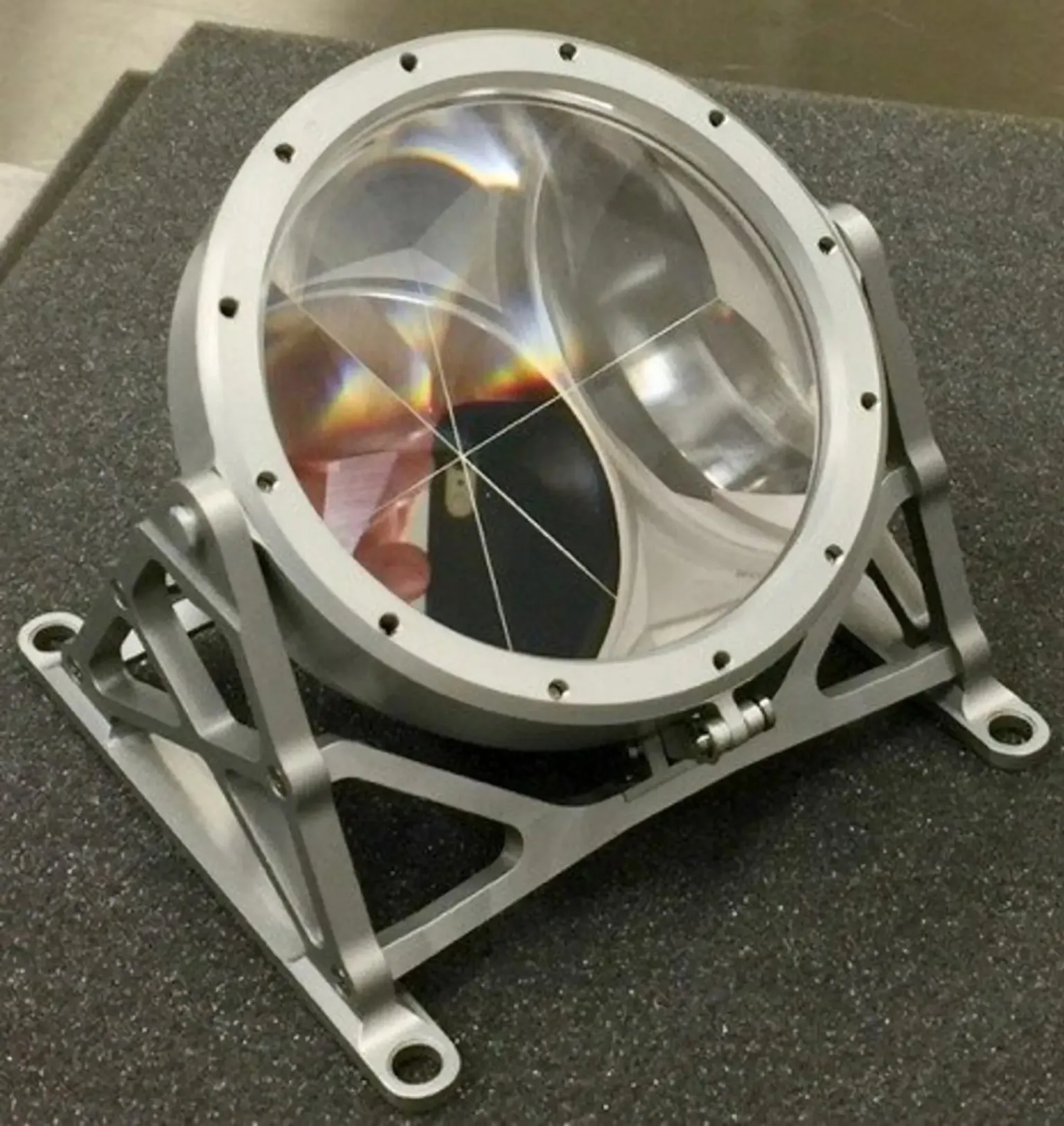
メリーランド大学が開発した次世代リトロリフレクターアレイ

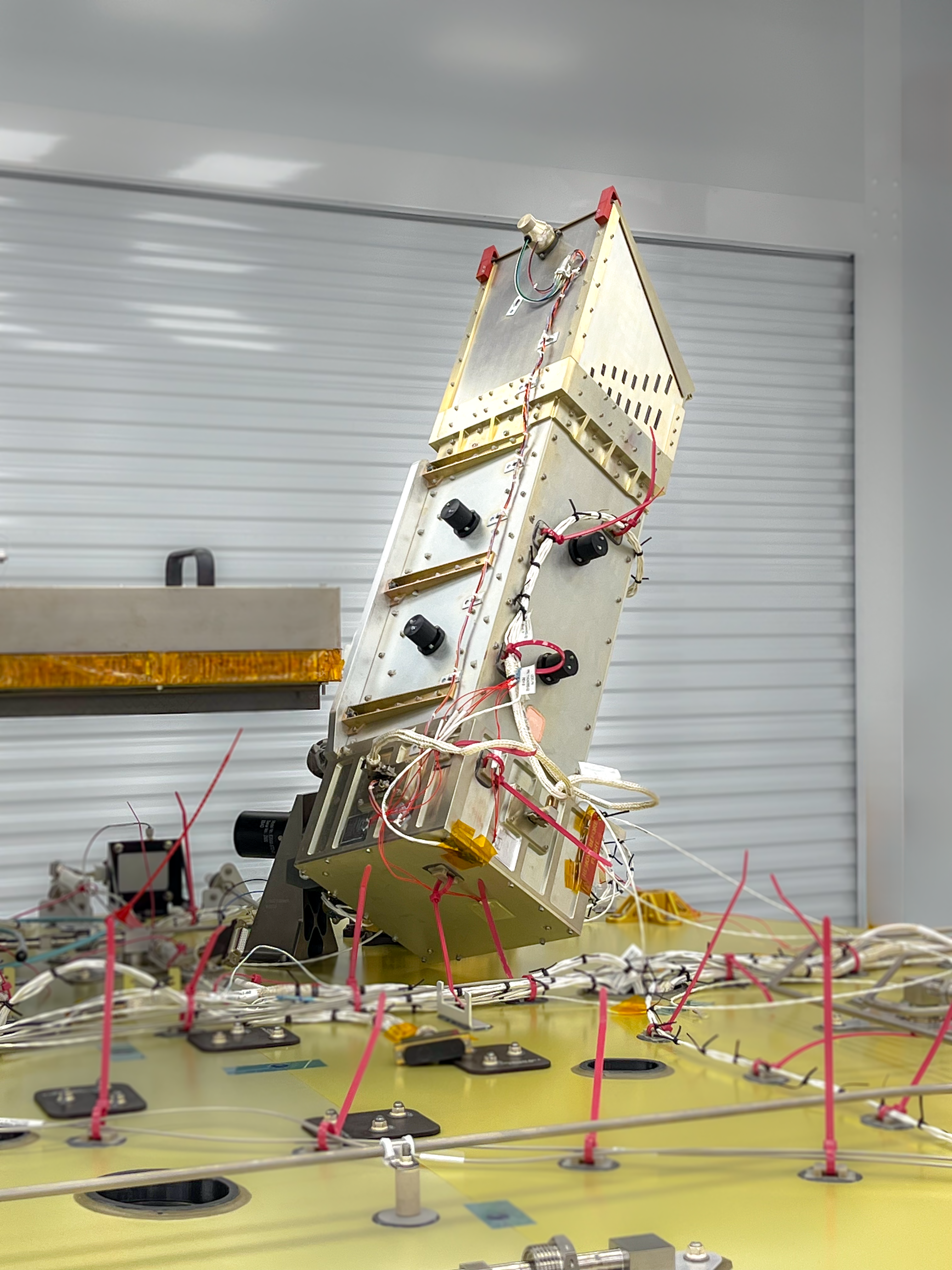
ボストン大学が開発した月環境太陽圏X線イメージャ

迅速な地下熱探査のための月面計測機器 (LISTER)月の表面から2~3mの深さまで刺さり、深さによる熱の変化や深さごとの熱伝導率を測定し、月内部からの熱の流動を調べる。
ルナーPlanetVac (LPV)ガスを使ってレゴリスを容器に採取し、内部で篩にかけた後に容器内のレゴリスを撮影する。
次世代リトロリフレクターアレイ (NGLR)アポロ計画で設置された既存の反射鏡よりも高い精度を持つリトロリフレクターで、地球と月の距離をミリメートル未満の精度で計測することができる。
レゴリス粘着特性評価 (RAC)15種類の素材サンプルにレゴリスが粘着する様子を試験する。
耐放射線コンピュータシステム (RadPC)放射線による影響から回復することができるコンピュータを試験する。
電気力学ダストシールド (EDS)ゴースト・ライダーズ・イン・ザ・スカイの着陸後に月面の上に配置され、電場を使って月面のダストを浮遊・除去したり、任意の場所へ移動させる技術を実証する。
月環境太陽圏X線イメージャ (LEXI)広視野の軟X線イメージャで地球の磁気圏シースと磁気圏境界面を撮影し、太陽風のエネルギーが地磁気に取り込まれ磁気嵐などを起こす過程を調べる。
月磁気地電流サウンダ (LMS)太陽風と地球の磁気圏の電場および磁場の時間変化を測定することにより月内部の電気伝導特性を特定し、月の温度構造や歴史を探る。
月衛星測位システム受信機実験 (LuGRE)地球周回軌道上の衛星測位システム (GNSS) を月への遷移時及び月面での移動に活用する実証を行う。
月プルームと表面の研究用のステレオカメラ 1.1 (SCALPSS 1.1)ゴースト・ライダーズ・イン・ザ・スカイの着陸前後での月面の変化を撮影し、着陸による月表面の摩耗やクレーター形成を測定する。

### その他のペイロード
LifeShipピラミッドの形をした芸術作品で、種子銀行などが内部に含まれている。

## ミッションの流れ

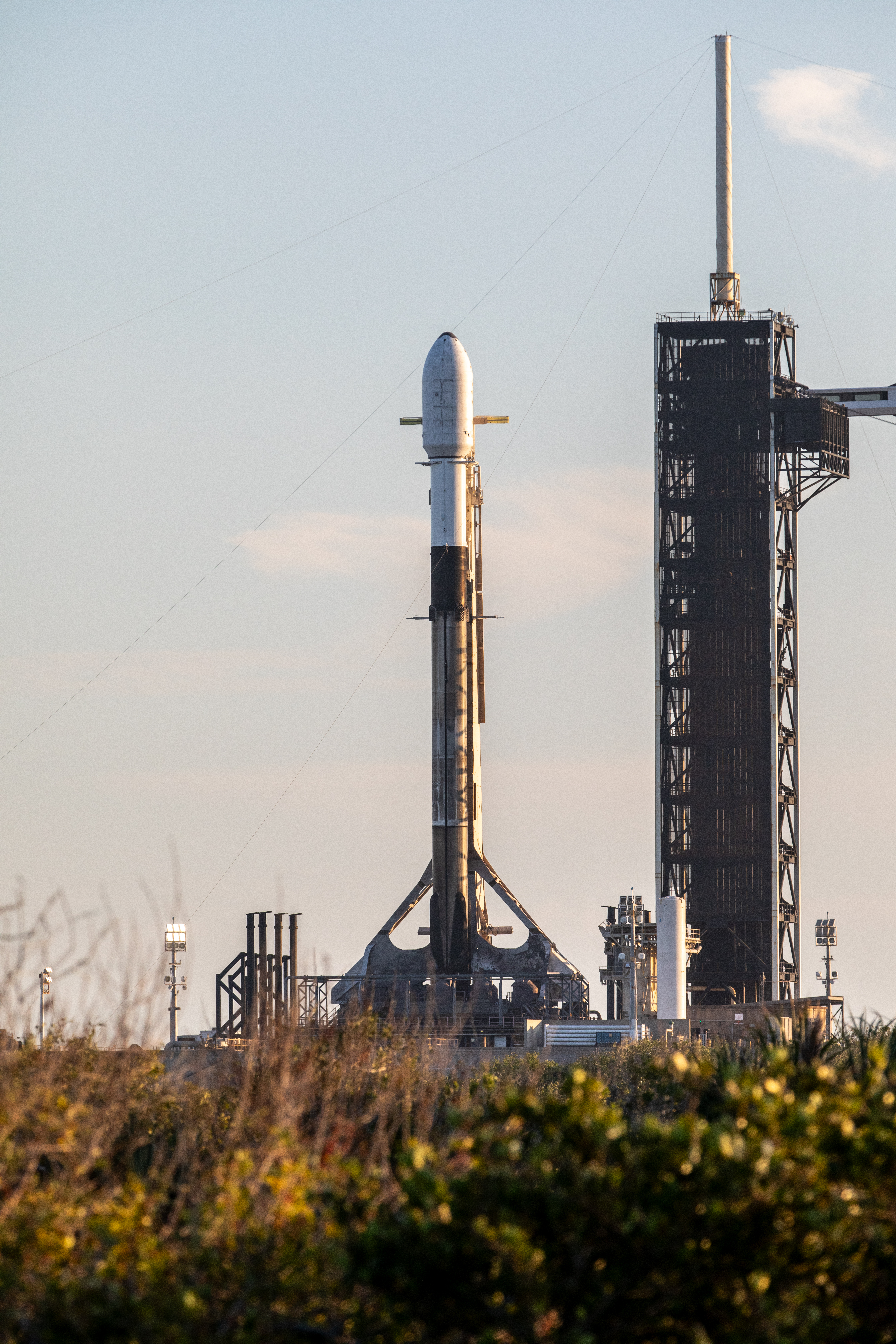
ゴースト・ライダーズ・イン・ザ・スカイとHAKUTO-R ミッション2を搭載したファルコン9ロケット

ゴースト・ライダーズ・イン・ザ・スカイは2025年1月15日にケネディ宇宙センターから打ち上がった。2月14日には月周回軌道に投入された。

### マイルストーン
ファイアフライ・エアロスペースはゴースト・ライダーズ・イン・ザ・スカイが段階的に達成する17のマイルストーンを設定している。月の日没後も5時間あまり活動し、運用終了時点で100パーセントのマイルストーンを完了した。
| マイルストーン                      | 日本語訳                           | 達成状況 |
| ----------------------------------- | ---------------------------------- | -------- |
| 1 Launch                            | 打ち上げ                           | 完了     |
| 2 Launch Vehicle Separation         | ロケットから分離                   | 完了     |
| 3 Signal Acquisition                | 信号取得                           | 完了     |
| 4 Electrical & Payload Checkouts    | 電力及びペイロードの確認           | 完了     |
| 5 Engine Calibration                | エンジンの調整                     | 完了     |
| 6 Earth Orbit Phasing               | 地球周回軌道上の遷移               | 完了     |
| 7 On-Orbit Payload Science Begins   | 周回軌道での科学ペイロード運用開始 | 完了     |
| 8 Trans Lunar Injection             | 月遷移軌道投入                     | 完了     |
| 9 Trajectory Correction Maneuver(s) | 軌道修正マヌーバ                   | 完了     |
| 10 Lunar Orbit Insertion            | 月周回軌道投入                     | 完了     |
| 11 Visual Navigation Calibration    | 画像航法調整                       | 完了     |
| 12 Low Lunar Orbit Insertion        | 月低軌道投入                       | 完了     |
| 13 Descent Orbit Insertion          | 月面降下軌道投入                   | 完了     |
| 14 Touchdown                        | タッチダウン                       | 完了     |
| 15 Surface Commissioning            | 表面での運用開始                   | 完了     |
| 16 Surface Payload Science          | 表面での科学ペイロード運用         | 完了     |
| 17 Lunar Night Operations           | 月の夜間の運用開始                 | 完了     |